# منجبي متوج
المنجبي المتوج (الاسم العلمي: Lophocebus) هو جنس من الحيوانات يتبع فصيلة سعادين العالم القديم من رتبة الرئيسيات.